# 杏のAnytime Andante
杏のAnytime Andante（あんのエニータイム・アンダンテ）は、ニッポン放送制作・NRN8局で放送されていた、杏によるラジオのトーク番組である。2011年10月9日放送開始。2015年9月27日放送終了。

## 概要
毎回、杏がこれまでの人生経験やプライベートについて語りながら、その時々の気分に合った音楽を選曲する。スポンサーは杏が家電製品のイメージキャラクターを務める三菱電機 であり、番組名には「○○（協賛スポンサー名）プレゼンツ」の冠がついている。
またポッドキャスティング配信（トーク部分のみ。毎回杏によるワンマントークのみが収録されており、ゲストとの対談は配信されていない）を行っている。
後継番組は、三菱電機のCMで杏の姑役を務める戸田恵子の『戸田恵子 オトナクオリティ』。

## 放送日時
2015年4月時点のネット局
| 放送対象地域 | 放送局         | 放送時間（JST）     | 放送時差          | 備考/過去の放送時間 |
| ------------ | -------------- | ------------------- | ----------------- | --- |
| 関東地方     | ニッポン放送   | 日曜日14:00 - 14:30 | （基準）          | 製作局。現在の放送時間は2014年4月6日放送分より 開始当初から2012年4月1日放送分：日曜日18:00 - 18:30 2012年4月7日 - 9月29日放送分：土曜日15:30 - 16:00 2012年10月7日 - 2013年3月31日放送分：日曜日19:00 - 20:00 2013年4月6日 - 2014年3月29日放送分：土曜日21:30-22:30 不定期でプロ野球デーゲーム中継を放送する場合でも、当番組スポンサーのCMはその中で流れる。 |
| 北海道       | STVラジオ      | 土曜日22:00 - 22:30 | 1日先行           | 現在の放送時間は2013年4月6日放送分より 開始当初から2013年3月31日放送分：日曜日17:30 - 18:00 |
| 静岡県       | 静岡放送       | 土曜日17:00 - 17:30 | 1日先行           | 2014年10月4日開始。 |
| 東海地方     | 東海ラジオ放送 | 土曜日20:30 - 21:00 | 1日先行           | 現在の放送時間は2013年4月6日放送分より 開始当初から2013年3月31日放送分：日曜日17:00 - 17:30 |
| 近畿地方     | 朝日放送       | 土曜日23:00 - 23:30 | 1日先行           | 現在の放送時間は2012年4月6日放送分より 開始当初から2012年4月1日放送分：日曜日16:30 - 17:00 2012年4月7日 - 7月1日放送分：日曜日19:30 - 20:00 2012年7月8日 - 2013年3月31日放送分：日曜日16:30 - 17:00 |
| 宮城県       | 東北放送       | 日曜日9:30 - 10:00  | 当日4時間30分先行 | 2012年1月1日開始。 現在の放送時間は2014年4月6日放送分より 2012年1月1日-3月31日放送分：日曜日9:30-10:00 2012年4月6日放送分-2014年3月29日放送分：土曜日18:00 - 18:30 |
| 広島県       | 中国放送       | 日曜日12:00 - 12:30 | 当日2時間先行     | 2012年1月1日開始。 現在の放送時間は2015年4月5日放送分より 開始当初から2015年3月29日放送分：日曜日17:00 - 17:30 |
| 福岡県       | 九州朝日放送   | 日曜日17:25 - 17:55 | 当日3時間25分遅れ | 現在の放送時間は2012年4月8日放送分より 開始当初-2012年4月1日放送分：日曜日17:15 - 17:45 |

過去のネット局
- Suono Dolce（ニッポン放送系インターネットラジオ、日本全国・海外でも聴取可能）：金曜日18:00 - 19:00（ニッポン放送から6日遅れ　LF同様1時間バージョン）
  - 2013年10月4日-2014年3月28日。番組内では「再放送」扱いで告知している。ニッポン放送で番組休止の場合は、過去に放送されたものを再配信する。

製作社のニッポン放送は、番組開始当初の日曜日放送のときはネットするほかの6局よりも遅めにスタートしていた。また2012年度上半期は、他のネット局より先行して土曜日の放送となる。2012年10月の改編で日曜日に再び移動、ネット局で一番遅い時間の放送に戻ると共に、放送時間が30分から1時間へ拡大した。
2013年上半期の改編で土曜日の夜の放送となり、再び先行ネット局が生じる。2014年度上半期の改編でニッポン放送は日曜日日中の枠に移り、元の30分に戻された。
以上の理由のためテープネットによる放送となっている。LFが1時間で放送されていたころ、ネット局向けのものは従来通り30分バージョンで放送されたため一部の内容を割愛・編集したものを事実上LFから裏送りする形の放送だったが、2013年度上半期は野球が延長した場合、LFでも30分版（形式上短縮放送扱い）を流したことがあった。

## コーナー
杏の部屋から SUNDAY LIVE→杏の部屋から WEEKEND LIVE
杏が歌いたい曲や思い出の曲やリスナーからのリクエストで番組用にギターの生演奏で杏が歌うコーナー。開始当初は毎週だったが、のちに月1回、さらには不定期の放送となった。かっこ内は放送された回数。
（1）デビー・ブーン（en:Debby Boone）「You Light Up My Life」
（2）ペドロ&カプリシャス「五番街のマリーへ」
（3）カーペンターズ「Yesterday Once More」
（4）本名陽子「Take Me Home, Country Roads」（映画「耳をすませば」日本語バージョン）
（5）イーグルス「Desperado」
（6）aiko「カブトムシ」
（7）THE YELLOW MONKEY「バラ色の日々」
（8）吉田拓郎「結婚しようよ」
（9）スターダストレビュー「追憶」
（10）山崎まさよし「One more time, One more chance」
（11）矢井田瞳「over the distance」
（12）ジョン・レノン「Happy Christmas」（この回は「クリスマスライブスペシャル」として他にクリスマスソングを数曲披露）
（13）美空ひばり「愛燦燦」
（14）喜納昌吉「花」
（15）レミオロメン「粉雪」
（16）尾崎豊[Oh My Little Girl」
（17）BUMP OF CHICKEN「天体観測」
（18）伊勢正三「名残り雪」
（19）村下孝蔵「初恋」
（20）ベット・ミドラー「The Rose」
（21）小坂明子「あなた」
（22）一青窈「ハナミズキ」
（23）ペギー葉山「学生時代」
（24）つじあやの「風になる」
（25）松任谷由実「ルージュの伝言」
（34）椎名林檎「幸福論」
（39）松任谷由実「やさしさに包まれたなら」
（43）エレファントカシマシ「今宵の月のように」
（50）「浜辺の歌」
（52）「コンパス」
（54）スピッツ「ありふれた人生」
（55）バンゲリス「エターナルフレーム」
（59）欧陽菲菲「ラブ・イズ・オーバー」
（60）コアーズ「All the Love in the World」
（63）「天空の城ラピュタ」より「君をのせて」
（64）「きよしこの夜」
（76）海援隊「贈る言葉」
（89）アンジェラ・アキ「Rain」
（90）斉藤和義「Rain　Rain　Rain」
（116）尾崎豊「I LOVE YOU」
（121）「新世紀エヴァンゲリオン」から「残酷な天使のテーゼ」
（123）「ゲド戦記」から「テルーの唄」
（127）松たか子「明日、春がきたら」
（132）山口由子「Believe」
（137）「やしの実」
ようこそ レコードルームへ（第31回から　Weekend Liveとほぼ交互で放送）
（31）「フランスの子供の歌」から「フレール・ジャック」
（32）「GOLDEN AGE OF HOLLYWOOD」から「マリリン・モンロー・請求書ためとくわ」
（33）「FOREVER YOUNG」から「ブラザーズ・フォー・花の首飾りの英語カバー版」
（35）「宇宙戦艦ヤマト・サウンドトラック」
（36）木の実ナナ「LET'S GO NANA」から「モンキーズのテーマ」「OK!」
（37）ワム!「EAGE OF HEAVEN」
（38）ピーター・ポール&マリー「パフ」
（40）「よみがえるテレビ漫画主題歌集」から「妖怪人間ベムのテーマ」
（41）「EACH  AT HAWAII」から「ブルーハワイ」
（42）「ザ・ピーナッツのヒットパレード」から「明日を忘れて」
（44）神田囃子
（45）フィンガー5ライブアルバムから
（46）コニー・フランシス「テネシーワルツ」
（48）クラフト「スケッチブック」
（49）「THE BEATLES AT THE HOLLYWOOD　BOWL」から「ザ・ビートルズ・オール・マイ・ラビング」
（51）「Law Of The Land」から「ジ・アンディスピューテッド・トゥルース・Killing Me Softly With This Song」
（53）「タッチ　オリジナルソングブック2」から「岩崎良美・タッチ」「日髙のり子・ドリーミングキッズ」
（57）ドク・セヴェリンセン「イェスタディ・ワンスモア」
（61）ロイヤル・フィルハーモニー「アヴェマリア」
（88）トニー・ダララ「A・A・B・C（アー・アー・ベー・チー）」
（91）森昌子「せんせい」
（95）「暑中お見舞い申し上げます　渚のシンドバッド」（アルバム題名）
（107）「愛犬の言葉」
（115）The Dooleys「FULL HOUSE」（菅野よう子セレクト）、「トッポ・ジージョ」（杏セレクト）
（119）チャイルズ「恋は魚河岸のごとく」
（120）ジャニス・ジョップリン「Down on me」
（122）オリビア・ニュートンジョン「Take Me Home, Country Roads」
（128）「リリー・マルレーン」のサウンドトラックから
（130）「フォーリーブスのスーパープレゼント74」から「Without You」
街角インタビュー

## テーマ
毎回、放送にはテーマがあり、それにそってフリートークや番組内でかける曲をセレクトしている。
1. 喜怒哀楽
2. 旅
3. Cooking（料理）
4. 野球
5. 名前
6. 謎
7. 色
8. 道
9. 恋
10. 車
11. プレゼント
12. クリスマスライブ
13. ニューイヤー
14. 大人
15. 欲
16. 写真
17. 宇宙
18. 電話
19. バレンタイン
20. 記憶
21. 友達
22. 手紙
23. 卒業
24. 顔
25. 春
26. 香り
27. 声
28. 誕生日
29. ゲスト・鈴木福[15]
30. 休暇
31. お弁当
32. 洗濯
33. 睡眠
34. 待ち合わせ
35. 雨
36. サプライズ
37. パワースポット
38. 虫
39. 少女漫画
40. 癖
41. 海
42. ストレス
43. 涙
44. 祭り
45. 監督
46. 乗り物
47. ゲスト・佐々木希[16]・裏話
48. 文房具
49. ダンス
50. メイク
51. 付録
52. ホテル
53. 運動会
54. 空
55. ゲーム
56. 占い
57. ごちそう
58. 遊び
59. 光
60. 冬
61. ドラマ
62. ゲスト・狩山俊輔[17]
63. 自慢
64. スター
65. 2012年（振り返り）
66. あけましてアンダンテ（新年特集）
67. 430円
68. 鼻チーン
69. ひぇ～っ
70. 素敵な歌詞
71. バックから
72. アヂッ
73. 味噌カツ人間[18]
74. イノシシが…?
75. みかんの次は…[19]
76. 電話リンリン
77. 今度の役は…[20]
78. 4月からもよろしくです・JS（女子小学生）
79. 幽霊・心霊体験
80. 幽かな彼女
81. 先生トーク&学園ソングスペシャル[21]
82. かすか
83. 故郷
84. 我が家のルール
85. ご当地ソング
86. ご当地グルメ
87. 初体験
88. 子役
89. ゲスト・西谷弘[22]
90. 実に…
91. 方程式
92. 才能
93. イメージ
94. 発明
95. スイカ
96. 歴女[23]
97. ドラマ・映画の撮影現場
98. とき
99. ゲスト・要潤、中尾浩之[19][23]
100. ゲスト・要潤、中尾浩之[19][23]
101. ゲスト・渡辺多恵子、漫画家
102. ゲスト・要潤、中尾浩之[23]・ピンチ
103. パワー
104. ゲスト・LUHICA
105. トレーニング
106. サイン
107. 山（登山家として）
108. ゲスト・吉田兄弟[19]
109. ゲスト・吉田兄弟[19]
110. ゲスト・吉田兄弟
111. ゲスト・飯島奈美[24]
112. コンプレックス
113. 挨拶
114. コンサート[25]
115. ゲスト・菅野よう子[26]
116. プロポーズ
117. ごちそうさん 勝手に紅白歌合戦
118. 馬[27]
119. 1番[28]
120. ドキドキ
121. アニメソング
122. 年齢
123. ライバル
124. ゲスト・金哲彦、走る
125. ゲスト・キムラ緑子[29]
126. ゲスト・菅田将暉[30]
127. 再会
128. 資格
129. ゲスト・和田正人[31]、木本武宏[32]、山中崇[33]、松浦雅[34]、中山義紘[35]、「ごちそうさん」座談会[36]
130. チェンジ[37]
131. 音楽の時間[38]
132. カラオケ
133. 絵画
134. デート[39]
135. 風
136. ゲスト・口笛太郎、口笛
137. 子供のころ覚えた歌

## 特番
- 杏のAnytime Andante 年末スペシャル
2011年12月30日（金）19:00 - 20:00（ニッポン放送のみ）